# Le Débat sur les langues

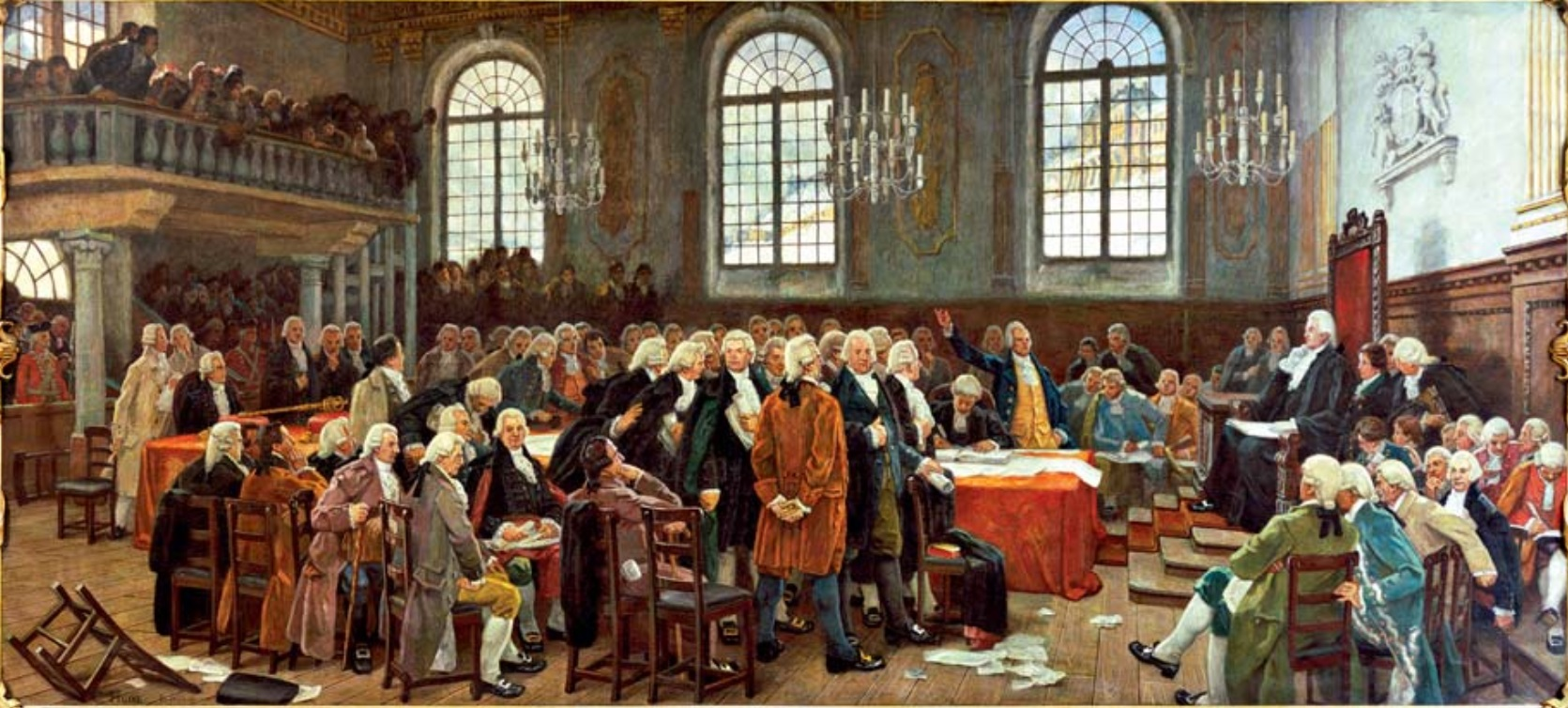
Le Débat sur les langues : séance de l'Assemblée législative du Bas-Canada le 21 janvier 1793, peinture de Charles Huot, 1910-1913

Le Débat sur les langues fut un des premiers débats de la Chambre d'assemblée du Bas-Canada (aujourd'hui, le Québec), tenu le 21 janvier 1793. À cette occasion, il fut décidé de tenir le procès-verbal de la Chambre en français et en anglais, sans préséance de la seconde langue (pourtant langue du pouvoir britannique) sur la première.
On peut admirer au Salon bleu de l'Assemblée nationale du Québec une toile représentant le débat peinte par Charles Huot et inaugurée en 1913.

## Interprétation du tableau
Chartier de Lotbinière est représenté alors qu'il déclare:

« Le plus grand nombre de nos électeurs étant placés dans une situation particulière, nous sommes obligés de nous écarter des règles ordinaires et sommes contraints de réclamer l’usage d’une langue qui n’est pas celle de l’Empire ; mais aussi équitables envers les autres que nous espérons qu’on le sera pour nous-mêmes, nous ne voudrions pas que notre langage vînt à bannir celui des autres sujets de Sa Majesté, mais demandons que l’un et l’autre soient permis. »

Les députés francophones sont représentés debout, alors que les députés anglophones sont assis.

## Histoire du tableau
« Les propositions de tableaux ne soulèvent pas l’enthousiasme de la classe politique »;  les superbes cadres déjà installés dans les deux salles du Palais législatif restent vides depuis leur installation en 1886. Le gouvernement fait paraître une annonce dans le journal La Presse du 3 décembre 1901.

« AUX ARTISTES. Le gouvernement de la province de Québec vient de décider d’ouvrir un concours, entre nos peintres, pour un tableau historique qui devra orner la salle des délibérations de l’Assemblée législative. Le montant alloué au paiement de cette toile, de 25 pieds x 12 sera, dit-on, de $ 2,000. […] On nous assure que le nombre de concurrents sera considérable et que MM. Jos Saint-Charles, Henri Beau, Franchère, Dyonnet et Suzor Côté sont déjà à l’ouvrage. »

À la fin de janvier 1911, Huot présente au gouvernement une esquisse, dont Hormisdas Magnan démontre que le peintre a déjà arrêté sa composition :
« Au centre est la Chambre 
d’Assemblée. Les députés, en costume 
du temps de la Révolution, perruques 
blanches, etc. entourent une longue 
table. Ils se tiennent par groupe assis 
et debout. Ils paraissent en proie à 
une vive agitation. On voit quelques 
chaises renversées. […] Un orateur, 
M. de Lotbinière, d’un geste impérieux 
revendique fièrement l’usage de sa 
langue maternelle. Le courageux 
tribun est debout en face du trône 
présidentiel où siège M. J. A. Panet, et 
que ses compatriotes ont élu après une 
lutte très vive.
On voit au bout opposé de la 
table un groupe de députés anglais. 
[…] Du côté opposé au trône, on voit 
une galerie bien garnie de spectateurs. »